# Космічний мисливець: Пригоди в забороненій зоні
«Космічний мисливець: Пригоди в забороненій зоні» (англ. Spacehunter: Adventures in the Forbidden Zone) — канадський фантастичний фільм 1983 року.

## Сюжет
Віддалене майбутнє. Пасажирський космолайнер зазнає аварії. Гинуть всі, крім трьох дівчат, які за хвилину до вибуху встигають покинути приречений корабель на рятувальному човнику. Слідуючи закладеної в нього програмі, човник самостійно підшукує планету для висадки. Цією планетою стає Терра-11, атмосфера якої схожа на земну. Космічний мисливець Вулф дізнається про катастрофу корабля і про пасажирок які вижили. У результаті аналізу запитаної інформації виявляється, що протягом довгих років її населення було охоплено чумою. Медична експедиція, відправлена на планету, не змогла впоратися з хворобою і планеті був привласнений статус забороненої зони. Вулф летить на зачумлену планету щоб врятувати дівчат.

## У ролях
- Пітер Штраусс — Вулф
- Моллі Рінгуолд — Нікі
- Ерні Гадсон — Вашингтон
- Андреа Марковіччі — Чалмерс
- Майкл Айронсайд — Овердог
- Бісон Керролл — Грендман Паттерсон
- Хрант Альянак — Хімік
- Дебора Претт — Меган
- Алейса Ширлі — Ріна
- Калі Тіммінс — Нова
- Пол Борецкі — Джарретт
- Патрік Роу — Дастер
- Реггі Беннетт — Барракуда

в титрах не вказані
- Колін Мохрі — охорона
- Гарольд Реміс — голос

## Цікаві факти
- Наземна техніка, використовувана у фільмі, була взята напрокат у творців картини «Мозковий штурм» (1983), що знімався в той же самий час.
- Зйомки фільму зайняли близько трьох місяців, з 10 листопада 1982 по 29 січня 1983 року, і проводилися в пустелі штату Юта, а також у Ванкувері.
- Стрічка знімалася для кінотеатрів зі спеціальними стереоекраном, так званий «3-D effects» — повальним захопленням початку 80-х років.